# Jack Beresford
Jack Beresford   (Chiswick, 1 de gener de 1899 - Oxfordshire, 3 de desembre de 1977) fou un remador anglès, guanyador de cinc medalles olímpiques.

## Biografia
Va néixer l'1 de gener de 1899 a la ciutat de Chiswick, població situada actualment dins de l'anomenat Gran Londres, i que en aquells formava part del Regne Unit de la Gran Bretanya i Irlanda i que avui en dia forma part del Regne Unit. Fou fill del remador i també medallista olímpic Julius Beresford.
El 1960 fou nomenat Comandant de l'Imperi Britànic (CBE). Va morir el 3 de desembre de 1977 a la població de Shiplake, situada al comtat d'Oxfordshire.

## Carrera esportiva
Va participar, als 21 anys, en els Jocs Olímpics d'Estiu de 1920 realitzats a Anvers (Bèlgica), on va aconseguir guanyar la medalla de plata en la prova masculina de scull individual al perdre la final davant John B. Kelly, metall que es transformà en or en els Jocs Olímpics d'Estiu de 1924 realitzats a París (França). En els Jocs Olímpics d'Estiu de 1928 realitzats a Amsterdam (Països Baixos) aconseguí guanyar una nova medalla de plata, si bé en aquesta ocasió en la prova de vuit amb timoner. En els Jocs Olímpics d'Estiu de 1932 realitzats a Los Angeles (Estats Units) aconseguí guanyar una nova medalla d'or en la prova de quatre sense timoner. Amb la seva participació en els Jocs Olímpics d'Estiu de 1936 realitzats a Berlín (Alemanya) i la medalla d'or aconseguida en la prova de doble scull es convertí en el primer remador a aconseguir cinc medalles en cinc Jocs consecutis, un fet igualat per Steve Redgrave.
L'any 1930 participà en la primera edició dels Jocs de l'Imperi Britànic realitzats a Hamilton (Canadà), aconseguint guanyar la medalla de plata en la modalitat de scull individual.
En retirar-se de la competició activa fou membre de l'organització dels Jocs Olímpics d'Estiu de 1948 celebrats a Londres.